# Margarites sordidus
Margarites sordidus är en snäckart som först beskrevs av Hancock 1846.  Margarites sordidus ingår i släktet Margarites och familjen pärlemorsnäckor. Inga underarter finns listade i Catalogue of Life.